# كاستر
كاستر هي مدينة فرنسية، وهي عاضصمة بلدية في إقليم تارن ومنطقة أوسيتاني. وتشتهر كاستر بكونها مسقط رأس الاشتراكي المعروف جان جوريس.

## توأمة
لكاستر اتفاقيات توأمة مع كل من:
- ويكفيلد
- ويكفيلد [الإنجليزية]‏
- ليناريس
- هويي [الإنجليزية]‏

## أعلام
- جان جوريس
- تشارلز بلان
- لويس سباستيان لينورماند
- روجر بيرفيت
- سفير تايدر
- بيير بوريل
- بيير دي فيرما
- إميلي دي فيلنوف
- كلود بويل